# Cancelliere federale della Germania

Logo del governo federale della Germania: Il cancelliere federale

Bandiera delle autorità federali tedesche

Il cancelliere federale della Germania (in tedesco Bundeskanzler), ufficialmente cancelliere federale della Repubblica Federale di Germania (Bundeskanzler der Bundesrepublik Deutschland) è il capo del governo federale della Germania nonché il comandante delle forze armate tedesche in tempo di guerra. Il cancelliere federale è il capo esecutivo del governo federale e presiede l'esecutivo. Di conseguenza, di fatto nomina e revoca i singoli ministri e decide le linee guida della politica del governo federale.
Il Cancelliere viene eletto dal Parlamento federale della Germania, il Bundestag, su proposta del Presidente federale della Germania e senza dibattito, ai sensi dell'art. 63 della Costituzione della Germania. Il cancelliere può essere rimosso prima della scadenza del mandato solo tramite l'istituto della sfiducia costruttiva.
In ordine di importanza e nelle questioni di protocollo è la terza figura istituzionale dello stato dopo il presidente federale e il presidente del Bundestag.
L'attuale cancelliere federale è Friedrich Merz della CDU, eletto il 6 maggio 2025 e successore di Olaf Scholz. Merz è stato eletto in seguito all'entrata dell'Unione CDU-CSU in una coalizione di governo assieme all'SPD. Il governo si è formato in seguito alle elezioni federali del 23 febbraio 2025.
La sede del cancelliere è la Bundeskanzleramtsgebäude, a Berlino.

## Storia della carica di cancelliere tedesco
La carica del Cancelliere ha una lunga storia, che si estende fino al Sacro Romano Impero, in cui la carica di arcicancelliere della Germania era solitamente assegnata agli arcivescovi di Mainz.
La carica moderna di cancelliere venne istituita con la nascita della Confederazione Tedesca del Nord, di cui Otto von Bismarck divenne Bundeskanzler (ovvero "cancelliere federale") nel 1867. Con l'allargamento dello stato federale nell'Impero tedesco, la carica venne rinominata Reichskanzler (ovvero "cancelliere imperiale"). Anche durante la Repubblica di Weimar fu usato il termine cancelliere del Reich (Reichskanzler), anche se da un punto di vista dei poteri la carica non è comparabile con quella attuale. Con la Legge fondamentale della Repubblica Federale di Germania del 1949, venne ripristinata la denominazione di cancelliere federale.
Il ruolo del cancelliere è mutato nel corso delle diverse epoche. Dal 1867 al 1918, il cancelliere fu l'unico ministro in carica a livello federale. Egli veniva nominato dal Bundespräsidium, ovvero il presidente della Confederazione Germanica nonché re di Prussia. I segretari di Stato (Staatssekretäre) erano funzionari civili subordinati al cancelliere ed equiparabili a dei ministri. Oltre alle sue prerogative esecutive, la costituzione dava al cancelliere la sola funzione di presiedere il Consiglio federale (Bundesrat), ovvero l'organo rappresentativo degli stati confederati che, assieme al Reichstag, costituivano l'organo legislativo. Quasi nella totalità dei casi, il cancelliere aveva anche la carica di ministro presidente della Prussia.
Vi furono solo brevi periodi storici in cui il capo del governo non fu chiamato cancelliere:
- nell'immediato dopoguerra 1918/19 nel quale assunse il nome di Presidente del consiglio dei rappresentanti del popolo (Vorsitzender des Rates der Volksbeauftragen oppure Ministerpräsident)
- dopo la seconda guerra mondiale, nell'immediato dopoguerra la Germania occupata era priva di governo
- nella DDR dove il governo era guidato da un primo ministro.

Negli anni 1948 e 1949 il Consiglio parlamentare decise di indebolire la carica del presidente federale e di rafforzare quella del cancelliere. In particolare, la procedura di elezione definita in modo molto preciso, l'istituto della sfiducia costruttiva e la mozione di fiducia hanno rafforzato la figura del cancelliere federale così come lo ha fatto la conduzione del mandato da parte del primo cancelliere Konrad Adenauer; il suo modo di interpretare le linee guida e le competenze della figura istituzionale furono poi difese e seguite dai suoi successori e fanno sì che il cancelliere sia la figura politica più importante del paese.

## Descrizione

### Poteri del cancelliere nell'ambito del Governo federale
L'articolo 65 della Legge fondamentale stabilisce che il cancelliere "fissa le direttive politiche generali e ne assume la responsabilità". Il secondo comma dell'articolo stabilisce però che i ministri sono responsabili in modo autonomo dei loro ministeri e il cancelliere, pur avendo il diritto di essere informato, non può imporre le proprie decisioni.
Il principio di collegialità stabilisce inoltre che "sulle divergenze di opinione fra i ministri federali decide il governo federale" come organo collegiale. Il cancelliere deve prendere atto delle decisioni finali del governo.

### Meccanismo elettivo
Per la prima volta nella storia costituzionale tedesca il procedimento di elezione del cancelliere viene descritto in modo molto dettagliato nell'articolo 63 della Legge fondamentale. Ciò dipende dal fatto che, diversamente da quanto stabilito in altre carte costituzionali, la decisione finale sull'elezione del cancelliere spetta al Bundestag e non al presidente della Repubblica Federale. In contrapposizione al principio della separazione dei poteri, un organo del potere esecutivo viene eletto da un organo del potere legislativo.
Prima fase elettorale: Quando, per l'insediamento di un nuovo Bundestag o per le dimissioni, la morte o la dichiarata incapacità del cancelliere la carica è vacante il presidente della repubblica propone al Bundestag un candidato. Da un punto di vista giuridico il presidente ha libertà di scelta
anche se politicamente la persona che ricoprirà la carica è già definita, il presidente infatti prima della scelta conduce diversi colloqui con i leader dei partiti e dei gruppi parlamentari. Fino ad oggi i candidati proposti hanno sempre fatto parte della coalizione al governo. Il candidato deve raggiungere la maggioranza assoluta di voti del Bundestag. Nell'evenienza, finora mai accaduta, che il candidato non raggiunga la maggioranza richiesta si ricorre alla seconda fase elettorale.
Seconda fase elettorale: Dopo il voto negativo sul candidato proposto dal presidente inizia una fase della durata di due settimane durante le quali il Bundestag (con l'accordo di almeno un quarto dei membri) può proporre uno o più candidati sui quali si avrà una nuova elezione, per la quale è nuovamente richiesta una maggioranza assoluta. Il numero di tornate elettorali è illimitato.
Terza fase elettorale: Se anche alla conclusione della seconda fase non si ha l'elezione con maggioranza assoluta di un candidato il Bundestag è tenuto a riunirsi nuovamente e a effettuare una nuova elezione e viene eletto il candidato che ha ottenuto il maggior numero di voti. Se raggiunge la maggioranza assoluta, entro 7 giorni il presidente deve procedere alla nomina; nel caso invece in cui il candidato raggiunga solo una maggioranza relativa, si ha uno dei casi in cui il presidente assume una decisione politica: deve infatti decidere se nominare il candidato e quindi un possibile governo di minoranza o sciogliere il Bundestag. La decisione sarà ovviamente influenzata dalla situazione politica contingente.
Dopo l'elezione, si ha la nomina formale seguita dal giuramento di fronte al Bundestag. La formula del giuramento è stabilita dall'articolo 56 della costituzione. Contiene un riferimento all'aiuto di Dio, che può essere omesso. Il primo cancelliere che si avvalse della facoltà di ometterlo è stato Schröder.
Non è necessario che il cancelliere sia membro del Bundestag, come non è necessario che sia membro di un partito. Deve avere i requisiti richiesti per l'elettorato passivo del Bundestag.

### Residenza ufficiale

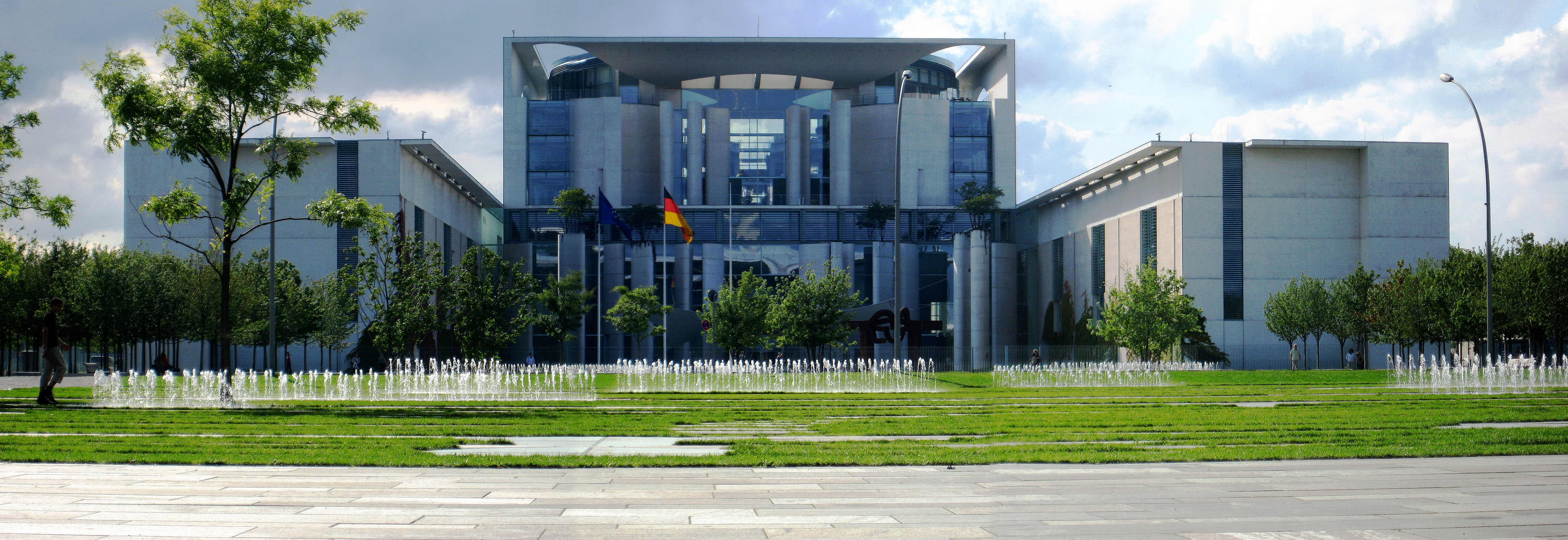
La Cancelleria federale a Berlino

Dal 2001 la sede ufficiale del cancelliere è il Palazzo della Cancelleria federale (Bundeskanzleramt) a Berlino. La precedente sede della Cancelleria, il Palazzo Schaumburg nell'ex-capitale Bonn, funge ora da sede secondaria. La residenza di campagna è il Castello di Meseberg (in tedesco Schloss Meseberg), nello stato di Brandeburgo.
La residenza privata dei cancellieri a Bonn è stata in precedenza il Bungalow del cancelliere fatto costruire da Ludwig Erhard nel parco del Palazzo Schaumburg. Il suo predecessore Konrad Adenauer viveva nella sua casa privata vicino a Bonn. Nel 1962, sotto Adenauer, il governo aveva anche acquistato una villa nel quartiere Dahlem, un quartiere suburbano a sud-ovest di Berlino. Gerhard Schröder vi ha vissuto tra il 1999 e il 2001. Dal 2004 è tuttavia residenza privata dei presidenti federali della Germania. Angela Merkel preferì vivere con il marito nel suo appartamento privato nel centro di Berlino.

### Salario
In possesso della terza carica statale più alta disponibile in Germania, il cancelliere della Germania riceve 220000 € all'anno e un bonus di 22000 €, ovvero uno e due terzi del grado di stipendio B11 (ai sensi del § 11 (1) a della legge federale sui ministri – Bundesministergesetz, BGBl. 1971 I p. 1166 e allegato IV alla legge federale sugli stipendi degli ufficiali – Bundesbesoldungsgesetz, BGBl. 2002 I p. 3020).